# Blois
Blois (wymowaⓘ, blwɑ) – miejscowość i gmina we Francji, w Regionie Centralnym-Dolinie Loary, w departamencie Loir-et-Cher nad rzeką Loarą.
Według danych na rok 1990 gminę zamieszkiwało 49 318 osób, a gęstość zaludnienia wynosiła 1317 osób/km² (wśród 1842 gmin Centre Blois plasuje się na 5. miejscu pod względem liczby ludności, natomiast pod względem powierzchni na miejscu 203.).

## Historia

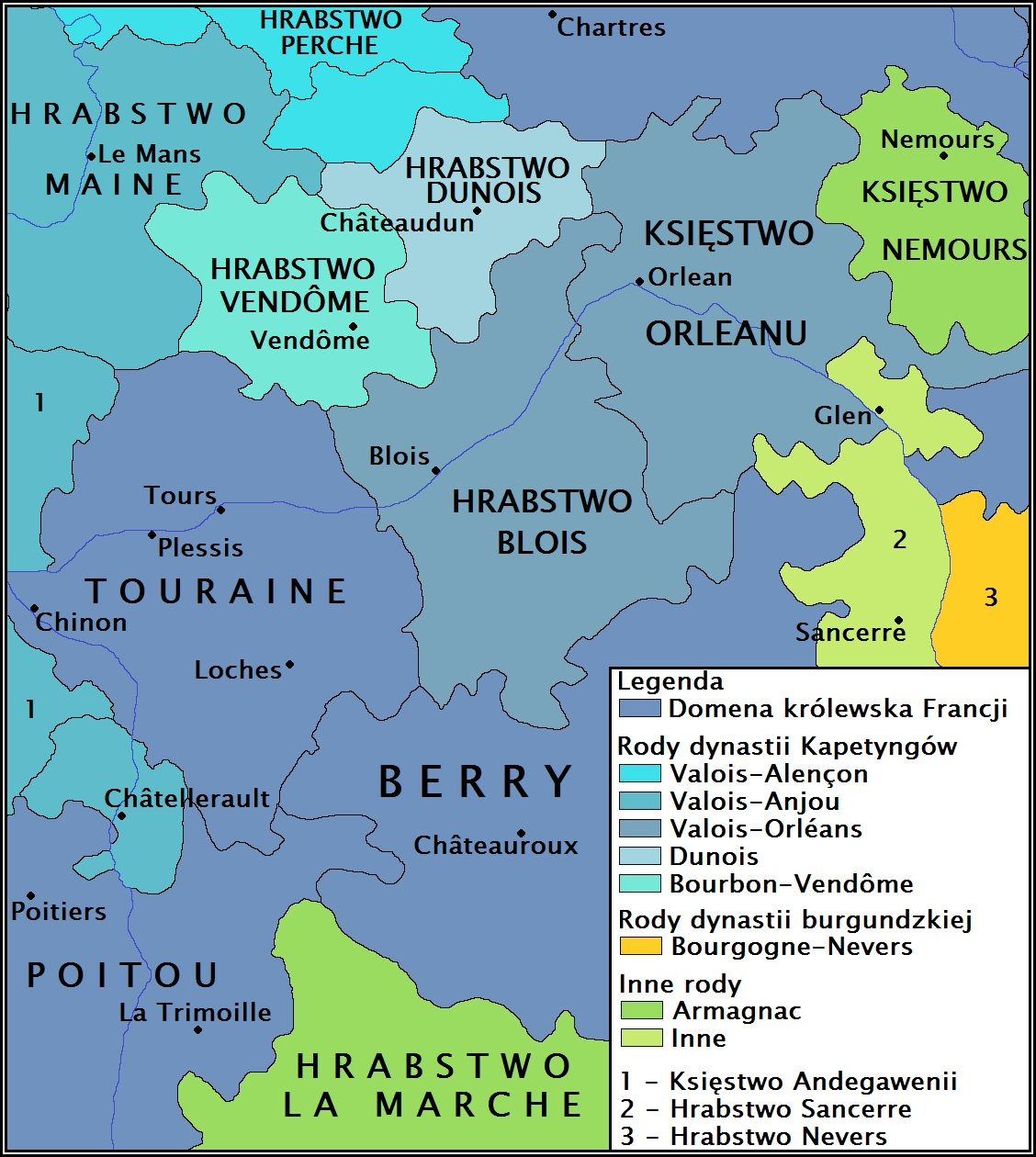
Hrabstwo Blois w 1447 roku

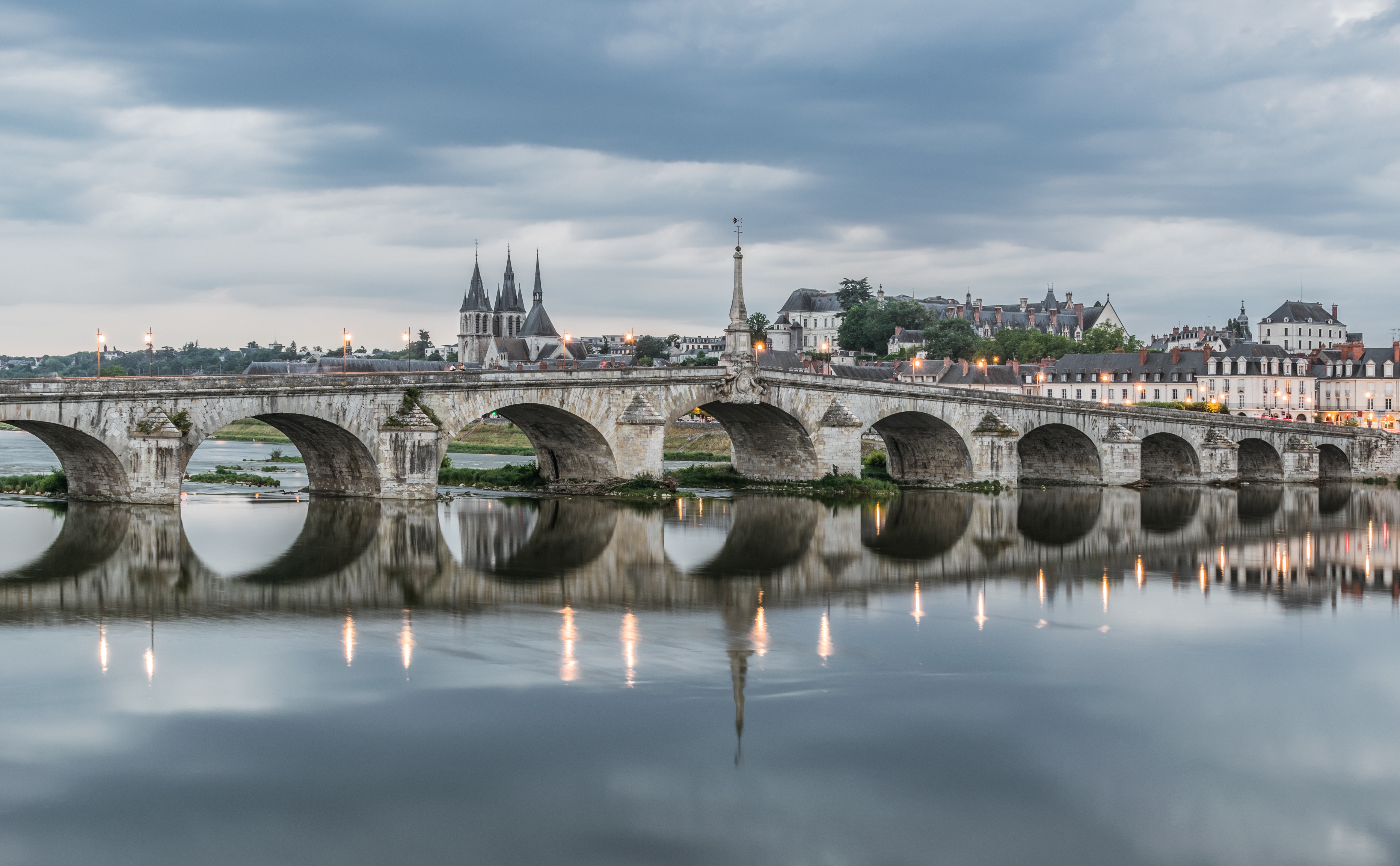
Widok na Blois

- I wiek – najstarsza osada, której pozostałości znaleźli archeolodzy na terenie dzisiejszego Blois;
- III wiek – pierwsze miasto – zachowały się pozostałości kanalizacji, term i urządzeń portowych;
- 584 – pierwsza wzmianka o mieście w zachowanych dokumentach;
- X wiek – Blois staje się siedzibą hrabiów, co powoduje dynamiczny rozwój miasta;
- XI wiek – powstaje pierwszy most na Loarze w Blois;
- 1391 – Ludwik Orleański kupuje miasto;
- XV wiek – rozkwit miasta za panowania króla Francji Ludwika XII. Ustanawia Blois jako swoją królewską siedzibę;
- 1514 - śmierć Anny Bretońskiej, ostatniej niezależnej księżnej Bretanii, jedynej dwukrotnej królowej Francji (jako żony kolejno po sobie królów Francji: Karola VIII i Ludwika XII);
- 1524 - śmierć Klaudii Walezjuszki, królowej Francji jako żony Franciszka I (zmarła w tym samym pomieszczeniu co jej matka, królowa Anna Bretońska w 1514);
- 1568 – hugenoci łupią miasto, czym powodują również opuszczenie miasta przez część ludności – protestantów;
- 1589 - śmierć Katarzyny Medycejskiej, królowej Francji i matki trzech kolejno po sobie królów Francji: Franciszka II, Karola IX i Henryka III;
- 1660 – śmierć Gastona księcia Orleanu, który został wygnany tutaj przez swojego brata Ludwika XIII;
- 1716 - śmierć Marii Kazimiery, królowej Rzeczpospolitej Obojga Narodów jako żony Jana III Sobieskiego.

## Miasto królewskie
Blois było przez wiele wieków siedzibą królewską a tym samym Zamek w Blois górujący nad miastem był świadkiem wielu historycznych wydarzeń, także narodzin wielu potomków królewskich i śmierci członków rodzin królewskich. Jego budowa rozpoczęła się w XIII wieku.

## Zabytki
- Zamek w Blois, zaliczany do zamków nad Loarą
- Katedra św. Ludwika
- Pałac Biskupi, zbudowany w 1700 przez architekta Jacques’a Gabriela, aktualnie siedziba merostwa

## Urodzili się w Blois
- Stefan z Blois – król Anglii
- Ludwik XII Walezjusz – król Francji
- Jean Eugène Robert-Houdin – uznawany za pierwszego nowożytnego iluzjonistę
- Denis Papin – wynalazca napędu parowego
- René Guénon – pisarz, badacz tradycji religijnych i myśliciel
- Philippe Ariès – pisarz

## Zmarli w Blois
- Katarzyna Medycejska – żona króla Francji Henryka II
- Anna Bretońska – królowa Francji, ostatnia niezależna księżna Bretanii
- Maria Kazimiera d’Arquien – Królowa Marysieńka, żona króla polskiego Jana III Sobieskiego, która na zamku w Blois spędziła ostatnie dwa lata swojego życia
- Gaston – książę Orleanu

## Miasta partnerskie
- Huế
- Lewes
- Sighișoara
- Urbino
- Waldshut-Tiengen
- Weimar